# Eleições gerais nos Países Baixos em 2023
As eleições gerais nos Países Baixos em 2023 foram realizadas a 22 de Novembro e, serviram para eleger os 150 deputados para a Câmara dos Representantes dos Países Baixos.
Estas eleições estavam previstas para 2025, mas foram antecipadas após o colapso do governo de coligação liderado por Mark Rutte devido à falta de entendimento sobre a política de imigração. Além da convocação de eleições, Mark Rutte, primeiro-ministro neerlandês desde 2010, anunciou que iria abandonar a política e iria deixar a liderança do seu partido, o Partido Popular para a Liberdade e Democracia (VVD).
Os resultados destas eleições foram descritos como "uma das maiores surpresas na política neerlandesa desde da Segunda Guerra Mundial", devido à vitória surpreendente e folgada do Partido para a Liberdade (PVV), de linha nacionalista e anti-imigração, liderado por Geert Wilders.
Apesar da vitória, prevê-se difícil um governo liderado pelo PVV, fruto do cordão sanitário imposto pela maioria dos outros partidos que se recusam a pactar com Wilders, devido às suas políticas anti-imigração e anti-Islão. A alternativa seria um governo que unisse o centro-esquerda, centro e centro-direita, embora seja difícil tal cenário, devido às exigências dos partidos de esquerda numa política "mais suave" para refugiados e um imposto para as grandes fortunas.

## Resultados Oficiais
Resultados provisórios - 99,2% contado
| Partido                     | Partido                                       | Votos      | %               | +/-    | Deputados | +/-     |
| --------------------------- | --------------------------------------------- | ---------- | --------------- | ------ | --------- | ------- |
|                             | Partido para a Liberdade                      | 2 414 657  | 23,69 / 100,00  | 12,82  | 37 / 150  | 20      |
|                             | Esquerda Verde - Partido do Trabalho          | 1 589 045  | 15,59 / 100,00  | 4,82   | 25 / 150  | 8       |
|                             | Partido Popular para a Liberdade e Democracia | 1 549 725  | 15,20 / 100,00  | 6,71   | 24 / 150  | 10      |
|                             | Novo Contrato Social                          | 1 315 062  | 12,90 / 100,00  | Novo   | 20 / 150  | Novo    |
|                             | Democratas 66                                 | 635 444    | 6,23 / 100,00   | 8,71   | 9 / 150   | 15      |
|                             | Movimento Cívico Agrário                      | 477 107    | 4,68 / 100,00   | 3,67   | 7 / 150   | 6       |
|                             | Apelo Democrata-Cristão                       | 339 876    | 3,33 / 100,00   | 6,23   | 5 / 150   | 10      |
|                             | Partido Socialista                            | 321 645    | 3,16 / 100,00   | 2,86   | 5 / 150   | 4       |
|                             | DENK                                          | 240 798    | 2,36 / 100,00   | 0,36   | 3 / 150   | Estável |
|                             | Fórum pela Democracia                         | 228 822    | 2,24 / 100,00   | 2,79   | 3 / 150   | 5       |
|                             | Partido pelos Animais                         | 226 945    | 2,23 / 100,00   | 1,58   | 3 / 150   | 3       |
|                             | Partido Político Reformado                    | 212 857    | 2,09 / 100,00   | 0,01   | 3 / 150   | Estável |
|                             | União Cristã                                  | 208 071    | 2,04 / 100,00   | 1,35   | 3 / 150   | 2       |
|                             | Volt                                          | 171 628    | 1,68 / 100,00   | 0,71   | 2 / 150   | 1       |
|                             | JA21                                          | 69 766     | 0,68 / 100,00   | 1,69   | 1 / 150   | 2       |
| Barreira Eleitoral de 0,67% |                                               |            |                 |        |           |         |
|                             | Partidos Extraparlamentares                   | 191 228    | 1,87 / 100,00   |        | 0 / 150   |         |
| Votos Inválidos             | Votos Inválidos                               |            | 0,20 / 100,00   |        |           |         |
| Total                       | Total                                         | 10 192 676 | 100,00 / 100,00 |        | 150 / 150 |         |
| Eleitorado/Participação     | Eleitorado/Participação                       |            | 78,80 / 100,00  | Baixa  |           |         |
| Fonte                       | Fonte                                         | [ 11 ]     | [ 11 ]          | [ 11 ] | [ 11 ]    | [ 11 ]  |